# Albert Ducrocq

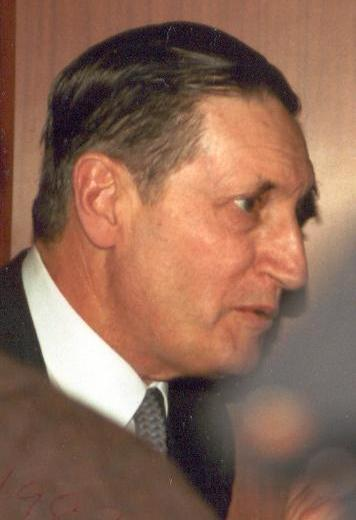
Albert Ducrocq (1987)

Albert Ducrocq (* 9. Juli 1921 in Versailles; † 22. Oktober 2001) war ein französischer Kybernetiker, Mathematiker und Physiker, Forscher für Künstliche Intelligenz und Wissenschaftsjournalist. Von 1952 bis 1958 leitete er die Société française d'électronique et de cybernétique und war viele Jahre in der Entwicklung von Frankreichs Raumfahrt tätig.
Bekannt wurde er nicht nur durch seine Sachbücher zu Technik, Raumfahrt und Astronomie, sondern auch durch die Entwicklung des renard électronique (elektronischer Fuchs) – eines Roboters auf Rädern, der sich selbständig nach Licht- und Schallquellen orientierte und sogar eine Art künstlichen Pawlow-Reflex zeigte.

## Leben
Ducrocqs technische Begabung zeigte sich schon mit 13 Jahren, als er Radiogeräte, ein Magnetophon und Rechenmaschinen konstruierte. An der Sorbonne studierte er Physik und Staatswissenschaften und promovierte bei Louis de Broglie. Schon um 1950 wurde er Professor für Elektronenphysik in Paris und bald auch Präsident der Fédération Nationale de l' Automation. Neben Kybernetik, Kernphysik und Automation befasste er sich mit der aufkommenden Raumfahrt, über die er 1957–1959 die ersten französischen Fachbücher verfasste.
1963 erhielt er den Prix international d'astronautique Galabert. Aufgrund seines gesellschaftspolitischen Interesses wirkte er ab den 1960er-Jahren auch an der Fondation nationale des sciences politiques.
In den 1970er-Jahren gründete Ducrocq den Cosmos Club de France, eine Gesellschaft zur Förderung der Raumfahrt. Ihre Leitung übernahm 1982 Pascal Lee, der sich auch in den SETI-Projekten engagierte. In den 1980ern fungierte er als wissenschaftlicher Berater des Bildungsministers René Monory und des Wissenschaftsparks Futuroscope bei Poitiers.
Ducrocq war Leiter der Wissenschaftsredaktion des Figaro und schrieb für die Zeitschriften Sciences et Avenir und Air et Cosmos. Im Rundfunk kommentierte er für den Radiosender Europe 1 verschiedene Ereignisse der Raumfahrt, beispielsweise den ersten Start der französischen Rakete Diamant 1965 oder die Mondlandung von Apollo 11 im Jahr 1969.

## Sachbücher auf Deutsch
Ducrocq verfasste zahlreiche Sachbücher zu Technik und Raumfahrt, von denen einige auch auf Deutsch erschienen, darunter
- Sieg über den Raum, Rowohlt-Taschenbuch 119/120, Hamburg 1961, und
- Der Mensch im Weltall. Die zweite Entwicklungsstufe der Raumflugkörper, Rowohlt-Taschenbuch 175/176, Hamburg 1963

sowie
- Die Entdeckung der Kybernetik – über Rechenanlagen, Regelungstechnik u. Informationstheorie, 1959
- Atomwissenschaft und Urgeschichte (1957)
- Roman der Materie : Vom Atom zum Weltall (1965).

## Publikationen (Auswahl)
- Les Armes secrètes allemandes (1947)
- Les Horizons de l'énergie atomique (1948)
- Découverte de la cybernétique (1955)
- La Route du Cosmos (1957)
- Victoire sur l'espace (1959)
- L'Homme dans l'espace (1961)
- Le Fabuleux Pari sur la Lune (1961)
- Plate-forme pour le Cosmos (1962)
- Demain l'espace (1967)
- L'Homme sur la Lune (1969)
- À la recherche d'une vie sur Mars (1976)
- Mémoires d'une comète (1985)
- D'une planète à l'autre (1986)
- L'objet vivant, le champ des émergences (1989)
- L'avion spatial américain (1994)
- L'esprit et la neuroscience, Lattès (1999)
- Les Mathématiques : plaisir et nécessité (2000, mit André Warusfel)
- Herausgeber der 6-bändigen Encyclopédie du Cosmos
- sowie Istvan Berkès: La physique selon Albert Ducrocq (2006)